# Russisch-Tschetschenischer Konflikt
Der Russisch-Tschetschenische Konflikt  ist ein oft bewaffneter, jahrhundertealter Konflikt zwischen den russischen (zeitweise den sowjetischen) und verschiedenen nationalistischen und islamischen tschetschenischen Kräften. Die formalen Feindlichkeiten gehen auf das Jahr 1785 zurück, während die Elemente des Konflikts weiter zurückverfolgt werden können.
Das Russische Reich hatte zunächst wenig Interesse am Nordkaukasus selbst außer als Verbindungsstück zu seinem Verbündeten Georgien und seinen Feinden, den Persern und Osmanen, aber die durch die russischen Aktivitäten in der Region ausgelösten
wachsenden Spannungen führten zu einer Revolte von Tschetschenen gegen die russische Präsenz 1785, gefolgt von weiteren Zusammenstößen und dem Ausbruch des Kaukasuskriegs 1817. Russland gelang es erst 1862, die tschetschenischen Rebellen zu unterwerfen.
Während des Russischen Bürgerkriegs lebten die Tschetschenen und andere Kaukasusvölker einige Jahre in Unabhängigkeit, bevor sie 1921 sowjetisiert wurden. Während des Zweiten Weltkriegs sahen die Tschetschenen die deutsche Invasion als Gelegenheit für einen Aufstand gegen das Sowjetregime. Als Reaktion darauf wurden sie massenweise nach Zentralasien deportiert, wo sie zu bleiben bis 1957 gezwungen waren.
Der neueste Konflikt zwischen den Russen und Tschetschenen fand in den 1990er-Jahren statt. Als die Sowjetunion zerfiel, erklärten die tschetschenischen Separatisten 1991 die Unabhängigkeit. Ende 1994 brach der Erste Tschetschenienkrieg aus, die russischen Streitkräfte zogen sich aus der Region zurück. 1999 begannen die Kämpfe erneut und endeten im darauffolgenden Jahr: die russischen Streitkräfte übernahmen die Kontrolle über Tschetschenien.

## Ursprung
Der Nordkaukasus, eine Bergregion, zu der Tschetschenien gehört, liegt in der Nähe von wichtigen Handels- und Kommunikationswegen zwischen Russland und dem Mittleren Osten, deren Kontrolle seit Jahrhunderten zwischen mehreren Mächten umstritten sind. Russlands Einstieg in die Region folgte der Eroberung durch den Zaren Iwan des Schrecklichen der Khanate Kasan und Astrachan der Goldenen Horde 1556, was einen langen Kampf um die Macht über den Kaukasus gegen andere zeitgenössische Mächte, darunter das Perserreich, das Osmanische Reich und das Khanat der Krim auslöste. Die inneren Zwistigkeiten hinderten Russland, seine Herrschaft in der Region bis zum 18. Jahrhundert auszudehnen; allerdings begannen die mit den Russen verbündeten Kosaken, sich nach den Eroberungen Iwans in den Ebenen im Norden des Kaukasus niederzulassen, was Spannungen und gelegentliche Zusammenstöße mit den Tschetschenen hervorrief, die sich zu diesem Zeitpunkt wegen der abträglichen Klimaveränderungen in ihren traditionellen Bergregionen zunehmend in den Ebenen niederließen.
1774 gelangte die Kontrolle über Ossetien, und damit über den strategisch wichtigen Darialpass, von den Osmanen an Russland. Einige Jahre später, 1783, unterzeichnete Russland den Vertrag von Georgijewsk mit dem Königreich Georgien, der Georgien – eine von feindlichen muslimischen Ländern eingekreiste christliche Enklave – zum russischen Protektorat machte. Um ihre vertraglichen Verpflichtungen zu erfüllen, begann Katharina die Große, Kaiserin Russlands, den Bau der Georgischen Heerstraße über den Darialpass, zusammen mit einer Reihe von Festungen zum Schutz des Durchgangs. Allerdings stellten sich die Tschetschenen, die diese Streitkräfte als eine Intervention in die traditionellen Territorien der Bergbewohner und eine potenzielle Bedrohung erachteten, diesen Aktivitäten entgegen.

## Tschetschenischer Konflikt mit dem Russischen Reich

### Rebellion des Scheich Mansur und Folgen (1785–1817)
Zu diesem Zeitpunkt begann Scheich Mansur, ein tschetschenischer Imam, eine „gereinigte“ Version des Islam zu predigen und die verschiedenen Völker des Kaukasus anzuspornen, sich unter dem Banner des Islam zu vereinigen, um sich vor neuen fremden Invasionen zu schützen. Seine Tätigkeit wurde von den Russen als Bedrohung ihrer Interessen in der Region erachtet, 1785 wurde eine Truppe gesandt, ihn gefangen zu nehmen. Dies gelang nicht, stattdessen wurde sein verlassenes Heimatdorf niedergebrannt. Auf dem Rückweg wurde die russische Truppe durch Anhänger Mansurs in einen Hinterhalt gelockt und vernichtet, was den ersten tschetschenisch-russischen Krieg auslöste. Der Krieg dauerte mehrere Jahre, wobei Mansur in erster Linie Guerillataktiken verwandte und die Russen bis zur Gefangennahme Mansurs 1791 Strafeinfälle gegen tschetschenische Dörfer durchführten. Mansur starb 1794 in Gefangenschaft.
1801 annektierte Russland formell Georgien, was die Verpflichtung Russlands in der Region verstärkte. In den folgenden Jahren gab es vermehrt Angriffe geringen Ausmaßes und Angriffe aus dem Hinterhalt durch tschetschenische Kämpfer gegen die russischen Streitkräfte, die durch den Kaukasus verlagert wurden. Diese veranlassten die Russen, drastischere Mittel zu erwägen, zumal zwei substanzielle militärische Expeditionen in tschetschenischem Gebiet beide besiegt wurden.
Diese wurden jedoch wegen der Invasion Russlands durch Napoleon 1812 verschoben.

### Kaukasuskrieg (1817–1864)
Nach der Niederlage der französischen Truppen Napoleons in Russland im Krieg 1812 richtete der Zar Alexander I. wieder seine Aufmerksamkeit auf den Kaukasus und beauftragte einen seiner berühmtesten Generäle, Alexei Jermolow, mit der Befriedung des Kaukasus, die Jermolow ab 1817 begann. Seine brutalen Taktiken einschließlich Wirtschaftskrieg, Kollektivbestrafung und Deportationen waren zunächst erfolgreich, wurden dann aber als kontraproduktiv angesehen, da sie den russischen Einfluss auf die tschetschenische Gesellschaft und Kultur praktisch beendeten und eine dauerhafte Feindschaft der Tschetschenen hervorriefen. Jermolow wurde 1827 das Kommando entzogen.
Zu einer vorübergehenden Wende im Konflikt kam es 1828, als der Aware Imam Schamil die Bewegung des Muridismus begründete. 1834 einte er die Völker des Nordkaukasus unter dem Islam und erklärte Russland den Heiligen Krieg. 1845 töteten Schamils Truppen Tausende russische Soldaten und drei Generäle in der Schlacht von Dargo, was die russischen Truppen zum Rückzug zwang.
Während des Krimkriegs von 1853–1856 unterstützten die Tschetschenen das Osmanische Reich gegen Russland. Jedoch schwächten die internen Stammeskonflikte Schamil. Er wurde 1859 gefangen genommen. Der Krieg endete formal 1862, als Russland den Tschetschen und anderen ethnischen Gruppen des Kaukasus Autonomie versprach. Jedoch wurden Tschetschenien und das umliegende Gebiet inklusive des Nordens Dagestans Russland als Oblast Terek angegliedert.

## Russischer Bürgerkrieg und sowjetische Zeit
Nach der Russischen Revolution gründeten die Bergvölker des Nordkaukasus die Bergrepublik. Sie bestand bis 1921, als sie gezwungen wurden, die sowjetische Herrschaft zu akzeptieren. Josef Stalin führte die Verhandlungen mit den Führungspersönlichkeiten des Kaukasus 1921 persönlich durch und versprach eine starke Autonomie innerhalb des sowjetischen Staates. Die Sowjetische Gebirgsrepublik wurde in jenem Jahr geschaffen, hatte aber nur bis zu ihrer Aufteilung in sechs Republiken 1924 Bestand. Die Tschetscheno-Inguschische Autonome Sozialistische Sowjetrepublik entstand 1934. Zusammenstöße zwischen den Tschetschenen und der Sowjetbehörden brachen Ende 1920 während der Zwangskollektivierung aus. Sie verringerten sich Mitte der 1930er-Jahre, als die örtlichen Führungspersönlichkeiten verhaftet oder getötet wurden.

### Zweiter Weltkrieg
Nach dem deutschen Überfall auf die Sowjetunion 1941 schlossen sich sowjetischen Quellen zufolge die Tschetschenen der Wehrmacht an, auch wenn diese Behauptung angesichts der geringen vorhandenen Belege fraglich ist. Im Januar 1943 begann der deutsche Rückzug, und die sowjetische Regierung diskutierte über Deportationen weit entfernt der tschetschenischen und inguschischen Heimat. Im Februar 1944 wurden unter dem direkten Kommando Lawrenti Berias eine halbe Million Tschetschenen und Inguschen aus ihren Häusern entfernt und zwangsweise in Zentralasien angesiedelt. Sie wurden in Arbeitslager in Kasachstan und Kirgisistan verschleppt. Nach dem Tod Stalins 1953 übernahm Nikita Chruschtschow die Macht und prangerte in einer Geheimrede seinen Vorgänger an. 1957 wurde den Tschetschenen erlaubt, in ihre Heimat zurückzukehren. Die Tschetscheno-Inguschische ASSR wurde wiedergegründet.

## Postsowjetische Zeit
Spätestens seit dem Ende des Ersten Tschetschenienkrieges war ein klar erkennbarer Wahrnehmungswandel auf beiden Konfliktseiten zu beobachten. Während sich die Tschetschenen Anfang der 1990er Jahre den "nationalen Freiheitskampf" gegen Russland ohne konfessionellen Bezug auf die Fahnen geschrieben hatten, rückte ab 1996 die radikale Islamisierung in den Vordergrund der medialen Berichterstattung, was zur generellen Assoziierung der Muslime in Russland mit Terrorismus führte.

### Tschetschenienkriege
1991 erklärte Tschetschenien seine Unabhängigkeit als Tschetschenische Republik Itschkerien. Nach einigen Quellen verließen zwischen 1991 und 1994 zigtausende Angehörige nichttschetschenischer Ethnien (überwiegend Russen, Ukrainer und Armenier) die Republik inmitten von Berichten über Gewalt und Diskriminierung der nichttschetschenischen Bevölkerung. Andere Quellen identifizieren die Abwanderung nicht als wesentlichen Faktor der Ereignisse, stattdessen weisen sie auf die sich verschlechternde Situation in Tschetschenien, die aggressive Politik des tschetschenischen Präsidenten Dschochar Dudajew und die innenpolitischen Ambitionen des russischen Präsidenten Boris Jelzin hin. Das russische Heer eroberte Grosny 1994, jedoch zogen sich nach zwei Jahren intensiven Kampfes die russischen Truppen gemäß dem Abkommen von Chassawjurt aus Tschetschenien zurück. Tschetschenien bewahrte bis 1999 eine De-facto-Unabhängigkeit.
1999 drangen die Streitkräfte der russischen Regierung in Tschetschenien ein, als Reaktion auf die Invasion in Dagestan durch tschetschenische islamische Kräfte. Anfang 2000 wurde die Stadt Grosny durch die Kampfhandlungen fast völlig zerstört und Tschetschenien unter russische Kontrolle gebracht. Laut Norman Naimark besagen ernstzunehmende Belege, dass die russische Regierung Pläne erarbeitete, die Tschetschenen, die Mitte der 1990er Jahre den Krieg verloren hatten, zu deportieren.

### Tschetschenischer Aufstand ab dem Jahr 2000
Seit Ende des Zweiten Tschetschenienkriegs im Mai 2000 geht ein Aufstand niedriger Intensität weiter, insbesondere in Tschetschenien, Inguschetien und Dagestan. Den russischen Sicherheitskräften gelang es, einige ihrer Führungspersönlichkeiten wie Schamil Bassajew zu töten. Nach dessen Tod übernahm Doku Umarow die Führung der Rebellenkräfte im Nordkaukasus. Umarow gründete 2007 das Kaukasus-Emirat, eine islamistische Terrororganisation, die seit 2015 von Mohammed Suleymanow kommandiert wird. Durch die Gründung des Kaukasus-Emirates kam es zu einer internen Spaltung, da Achmed Chalidowitsch Sakajew, der Ministerpräsident der tschetschenischen Exilregierung, die Organisation ablehnt.
Radikale Muslime aus Tschetschenien und anderen Republiken des Nordkaukasus waren für eine Serie von Terroranschlägen in ganz Russland verantwortlich, insbesondere Attentate in Russland seit 1999, die Geiselnahme in einem Theater in Moskau 2002, die Geiselnahme von Beslan 2004, die Anschläge auf die Moskauer Metro 2010 und den Terroranschlag am Flughafen Moskau-Domodedowo 2011.

## Bibliographie
- John B. Dunlop: Russia Confronts Chechnya: Roots of a Separatist Conflict. Cambridge University Press, Cambridge 1998, ISBN 978-0-521-63619-3.
- Patrick James: Evolutionary Theory and Ethnic Conflict. Hrsg.: Goetze, David. Praeger, Westport, Connecticut 2001, ISBN 978-0-275-97143-4.
- Daniel R. Kempton: Unity or Separation: Center-Periphery Relations in the Former Soviet Union. Hrsg.: Terry D. Clark. Praeger, 2001, ISBN 978-0-275-97306-3.
- Charles King: The Ghost of Freedon: A History of the Caucasus. Oxford University Press, Oxford 2008, ISBN 978-0-19-517775-6.
- Rajan Kumar: Ethnicity, Nationalism and Conflict Resolution: A Case Study of Chechnya. Hope India, Gurgaon 2006, ISBN 978-81-7871-119-5.
- Jeronim Perovic: Der Nordkaukasus unter russischer Herrschaft. Geschichte einer Vielvölkerregion zwischen Rebellion und Anpassung. Böhlau, Köln, Wien, Weimar 2015, ISBN 978-3-412-22482-0.
- Robert W. Schaefer: The Insurgency in Chechnya and the North Caucasus: From Gazavat to Jihad. ABC-CLIO, 2010, ISBN 978-0-313-38634-3, S. 49–61 (eingeschränkte Vorschau in der Google-Buchsuche).
- Richard H. Shultz: Insurgents, Terrorists, And Militias: The Warriors of Contemporary Combat. Columbia University Press, New York 2006, ISBN 978-0-231-12982-4.
- Sebastian Smith: Allah's Mountains: The Battle for Chechnya. Tauris Parke Paperbacks, 2005, ISBN 978-1-85043-979-0.
- Robert Bruce Ware: Chechnya: From Past to Future. Hrsg.: Richard Sakwa. Anthem Press, London 2005, ISBN 1-84331-165-8, A Multitude of Evils: Mythology and Political Failure in Chechnya, S. 79–115.
- Christian Paul Osthold: Politik und Religion in Nordkaukasien. Das Verhältnis von Islam und Widerstand am Beispiel von Tschetschenen und Inguschen (1757–1961). Reichert. Wiesbaden 2019. ISBN 978-3-95490-397-9.